# Deathspell Omega
Deathspell Omega er et fransk black metal-band fra Poitiers, stiftet i 1998.

## Medlemmer
- Khaos - Bas
- Hasjarl - Guitar
- Mikko Aspa - Vokal

### Tidligere medlemmer
- Yohann - Trommer
- Shaxul - Vokal, trommer (1998-2002)

## Diskografi

### Studiealbum
- 2000: Infernal Battles
- 2002: Inquisitors of Satan
- 2004: Si Monumentum Requires, Circumspice
- 2007: Fas - Ite, Maledicti, in Ignem Aeternum
- 2010: Paracletus
- 2016: The Synarchy of Molten Bones
- 2019: The Furnaces of Palingenesia
- 2022: The Long Defeat

### Ep'er
- 2005: Kénôse
- 2008: Veritas Diaboli Manet in Aeternum: Chaining the Katechon
- 2008: Mass Grave Aesthetics
- 2011: Diabolus Absconditus
- 2012: Drought

### Splitalbum
- 2000: Sob a lua do bode / Demoniac Vengeance (med Moonblood)
- 2001: Clandestine Blaze / Deathspell Omega (med Clandestine Blaze)
- 2002: Mütiilation / Deathspell Omega (med Mütiilation)
- 2005: From the Entrails to the Dirt (med Mütiilation, Antaeus og Malicious Secrets)
- 2005: Crushing the Holy Trinity (med Clandestine Blaze, Deathspell Omega, Musta Surma, Stabat Mater, Exordium og Mgła)
- 2008: Veritas Diaboli Manet in Aeternum (med S.V.E.S.T.

### Opsamlingsalbum
- 2008: Manifestations 2000-2001
- 2008: Manifestations 2002
- 2009: Picture Disc Box (bokssæt)
- 2011: Diabolus Absconditus / Mass Grave Aesthetics
- 2012: Picture Disc Box (bokssæt)

### Demoer
- 1999: Disciples of the Ultimate Void